# UTC+08:30
UTC+8:30 (H+ – Hotel+) – dawna strefa czasowa, odpowiadająca czasowi słonecznemu południka 127°30'E. 
Do 1910 roku strefa ta obowiązywała w Cesarstwie Koreańskim, a w latach 1954–1961 jako czas standardowy (zimowy) w Korei Południowej (w okresie letnim – UTC+9:30). W latach 2015–2018 obowiązywała przez cały rok w Korei Północnej.
UTC+8:30 była także jedną z pięciu stref czasowych Republiki Chińskiej w latach 1912–1949, obowiązującą na obszarze wschodniej Mandżurii (pozostałymi strefami w kraju były UTC+5:30, +6:00, +7:00 i +8:00).